# Virus del Síndrome Respiratorio y Reproductivo Porcino
El Virus del Síndrome Respiratorio y Reproductivo Porcino (PRRSV por sus siglas en inglés) es un virus que causa una enfermedad en los cerdos, llamada: Síndrome Respiratorio y Reproductivo Porcino (PRRS), también conocida como enfermedad del cerdo de oreja azul. Esta enfermedad es endémica con una amplia distribución a nivel mundial y económicamente importante. causa una falla reproductiva en el ganado reproductor y en las enfermedades del tracto respiratorio en cerdos jóvenes. Inicialmente conocida como "misteriosa enfermedad porcina" y "síndrome reproductivo misterioso", se informó por primera vez en 1987 en América del Norte y Europa Central. La enfermedad le cuesta a la industria porcina de los Estados Unidos alrededor de 644 millones de dólares al año, y las estimaciones recientes en Europa encontraron que cuesta casi 1.5b € cada año.

## Clasificación
El PRRSV es un pequeño virus de ARN con envoltura . Contiene un genoma de ARN monocatenario de sentido positivo con un tamaño de aproximadamente 15 kilobases . El genoma contiene nueve marcos de lectura abiertos (open reading frame, ORF) . PRRSV es un miembro de la familia Arteriviridae , orden Nidovirales. Otros miembros del género Arterivirus son el virus de la arteritis equina, el virus de la fiebre hemorrágica de los simios, el virus de la enfermedad zarigüeya tambaleante, y lactato deshidrogenasa virus elevador.

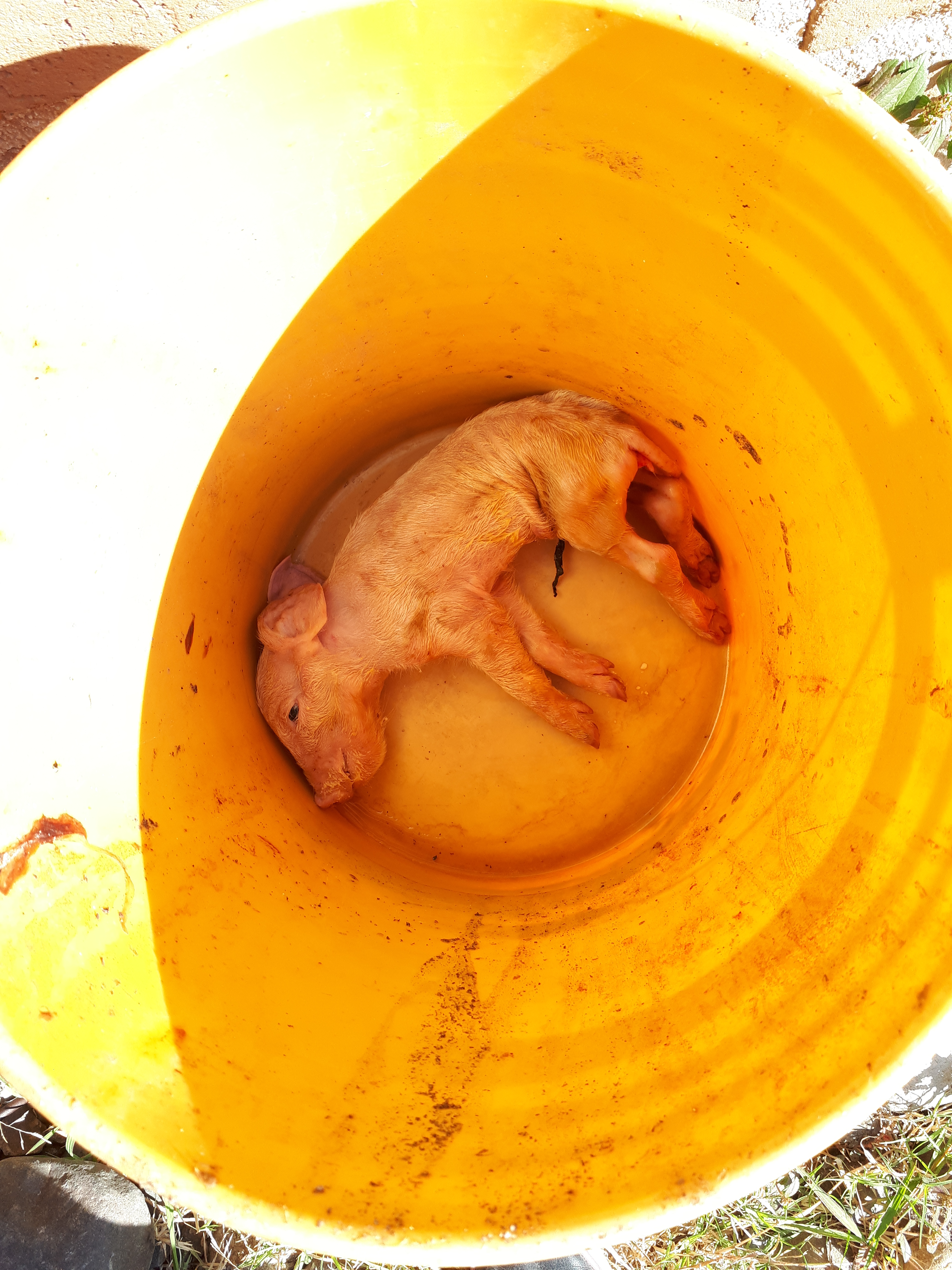
Cerdo con PRRS.

## PRRSV Tipo 1 y PRRSV Tipo 2
Las dos cepas prototipo de PRRSV son la cepa norteamericana, VR-2332, y la cepa europea, el virus Lelystad (LV). Las cepas de PRRSV europeas y norteamericanas causan síntomas clínicos similares, pero representan dos genotipos virales distintos cuyos genomas divergen en aproximadamente el 40%, creando así un velo de misterio sobre el origen de este virus. La variación genética entre los virus aislados de diferentes lugares aumenta la dificultad de desarrollar vacunas contra él. De manera similar, mantener los ensayos de detección de PCR de diagnóstico es difícil debido a la alta tasa de mutación de este virus, ver Riesgo de detección de PCR de PRRS perdida .
A principios de la década de 2000 surgió en China una cepa altamente patógena del genotipo norteamericano. Esta cepa, HP-PRRSV, es más virulenta que todas las demás cepas y causa grandes pérdidas en los países asiáticos de todo el mundo. Más tarde, un estudio mostró que la evolución acelerada de un grupo de cepas en China.

## Síntomas clínicos
Las infecciones subclínicas son comunes, con signos clínicos que ocurren esporádicamente en un rebaño. Los signos clínicos incluyen falla reproductiva en cerdas como el aborto y el nacimiento de fetos muertos o momificados, y cianosis del oído y la vulva. En cerdos recién nacidos, la enfermedad causa dificultad respiratoria, con una mayor susceptibilidad a infecciones respiratorias como la enfermedad de Glasser.

## Diagnóstico de laboratorio
Las pruebas de diagnóstico basadas en laboratorio han evolucionado significativamente desde el descubrimiento inicial del virus PRRS a finales de los años ochenta. Inicialmente, se utilizó cultivo viral para confirmar PRRSV en muestras de suero o tejido. Este proceso implica hacer crecer el virus in vitro en líneas celulares durante un período de 3-14 días o más. Si se observa un efecto citopático durante el cultivo, el cultivo se confirma como el virus del PRRS mediante un anticuerpo fluorescente directo u otro método de confirmación antes de informar que la muestra es positiva para la presencia de PRRSV.
A fines de la década de 1990, se usó la RT-PCR anidada para detectar el virus, ya que mostró una sensibilidad mejorada respecto de la RT-PCR no anidada. Ahora, los ensayos cuantitativos de PCR ofrecieron una sensibilidad tan buena o mejor que la PCR anidada, el tiempo de respuesta rápido en el laboratorio y menores tasas de contaminación cruzada a través de la amplificación de tubos cerrados.
Como un virus de ARN con un genoma de 15 kb, el PRRS muta a una tasa relativamente alta a medida que se transmite de cerdo a cerdo con el tiempo. La tasa calculada de sustitución de nucleótidos de PRRSV es la más alta informada hasta ahora para un virus de ARN . Se estima en 4.7-9.8 x 10 −2 / sitio / año.
Aunque las pruebas de PCR cuantitativas utilizadas tienen una alta sensibilidad y especificidad , estas mejoras también conllevan algunos riesgos . La PCR cuantitativa que utiliza la química de Taq-man es propensa a resultados falsos negativos cuando el virus muta. Un resultado falso negativo se produce cuando una prueba no detecta la presencia del virus. Los estudios han encontrado que incluso un solo cambio en el par de bases en el ARN viral debajo de la sonda marcada puede causar un fallo de detección. Esta fuente específica de falso negativo no se debe a un error del operador por parte del laboratorio y no se conoce en el momento de la prueba.

## El siguiente escenario demuestra cómo este peligro puede resultar en riesgo para los productores y laboratorios de carne de cerdo
→ Una cepa del virus PRRS muta durante la circulación dentro de un rebaño. Esta variedad se propaga y se convierte en la cepa predominante dentro de la manada.
→ Un veterinario toma una muestra estadística aleatoria de (digamos 30) animales dentro del hato, ya sea en reacción a los signos clínicos o durante el monitoreo de salud de rutina. Aunque se muestrean 30 animales, la cepa mutante constituye la mayoría del PRRSV en todas las muestras. Las muestras se envían al laboratorio de diagnóstico veterinario para la prueba de PCR cuantitativa de PRRS para obtener un diagnóstico rápido.
→ Se produjo una mutación en el ARN viral en la (s) pequeña (s) región (es) del virus a la que se une la sonda, por lo que el laboratorio no encuentra ninguna señal e informa que las muestras son "negativas" para detectar la ausencia del virus PRRS.
→ El veterinario encontró evidencia de otros agentes etiológicos de muestras relacionadas enviadas al laboratorio y supone que éstas deben ser la causa de los signos clínicos en la granja. Se les dice a los dueños de los animales que pueden reanudar los envíos de lechones de la granja muestreada a otro sitio donde residen 5,000 animales sin tratamiento previo con PRRS.
→ A medida que el virus circula en la nueva manada, circulan más copias del virus mutante. Un muestreo adicional continúa dando resultados negativos de PRRS, y tarde o temprano los signos clínicos hacen que el veterinario explore otros métodos de prueba de PRRSV. Se contacta con el laboratorio cuando otros métodos confirman que el PRRSV está causando las señales en la granja.
→ En este punto, el laboratorio puede intentar aislar el virus (1 semana como máximo), secuenciar el ARN (1 semana) y analizar la secuencia para detectar desajustes con las sondas TaqMan utilizadas en el ensayo de detección (1 semana ). Ahora, la sonda de ensayo debe ser rediseñada para permitir la detección de esta nueva variante sin dejar de ser sensible a todas las otras cepas conocidas. La optimización y validación del ensayo rediseñado puede llevar una cantidad de tiempo considerable.
→ Mientras tanto, el grupo de casos índice ya no puede utilizar la PCR para determinar qué opciones de administración usar para controlar la propagación del virus. Hasta que la prueba se actualice e implemente, el veterinario no puede seguir utilizando el laboratorio de diagnóstico para la prueba, por lo que las muestras se envían a otros lugares y la confianza en el laboratorio disminuye.
Esta serie de eventos es un evento frustrante y costoso para veterinarios, laboratorios de diagnóstico y propietarios de animales. Muchos laboratorios en los Estados Unidos utilizan cada uno su propio método de PCR cuantitativa y la comunicación de las fallas de prueba debidas a nuevas cepas a otros laboratorios de diagnóstico es difícil. Como resultado, la información obtenida sobre las nuevas cepas no se aprovecha en muchos laboratorios de diagnóstico. Debido al costo de las pruebas y la detección rápida de la introducción de nuevos virus, la PCR sola es a menudo una herramienta de detección primaria. Esta dependencia excesiva en un solo ensayo de diagnóstico (de los cuales ninguno es 100% sensible y específico) lleva a un intervalo más largo de propagación del virus mientras se resuelve el problema.

## Veterinaria y Productor
Los veterinarios pueden reducir el impacto de este riesgo prestando especial atención a los signos clínicos y utilizando más de una prueba de diagnóstico del PRRS. La comunicación temprana con el laboratorio es esencial, ya que a menudo se pueden emplear rápidamente otros métodos en las muestras existentes. Dada la tasa de mutación del virus PRRS, se deben desarrollar planes de contingencia para eventos falsos negativos que incluyan la selección de pruebas y laboratorios alternativos.

## Control
El síndrome respiratorio y reproductivo porcino (PRRS, por sus siglas en inglés) es una enfermedad compleja. Las vacunas modificadas con vacunas vivas (MLV) son la principal herramienta inmunológica para su control.
La filtración de aire en la entrada de aire a las granjas también se demuestra como método preventivo eficaz según los estudios del Dr. Scott Dee de la Universidad de Minessota. ([https://www.ncbi.nlm.nih.gov/pmc/articles/PMC1250242/)